# Aspredinichthys filamentosus
Aspredinichthys filamentosus es una especie de pez de la familia Aspredinidae en el orden de los Siluriformes.

## Morfología
• Los machos pueden llegar alcanzar los 21,8 cm de longitud total.

## Reproducción
Tiene lugar en abril y junio.

## Hábitat
Es un pez demersal y de clima tropical.

## Distribución geográfica
Se encuentran en Sudamérica: ríos costeros y aguas marinas entre Venezuela y Brasil.